# Самушкіно (Ленінградська область)
Самушкино (рос. Самушкино) — присілок у Волховському районі Ленінградської області Російської Федерації.
Населення становить 24 особи. Належить до муніципального утворення Потанінське сільське поселення.

## Історія
Згідно із законом № 56-оз від 6 вересня 2004 року належить до муніципального утворення Потанінське сільське поселення.

## Населення
| 2007 | 2010 | 2017 |
| ---- | ---- | ---- |
| 18   | ↘10  | ↗24  |

## Свята
З 2012 року у селі проходить свято «Перемога російських воїнів» на честь перемоги Святослава Ростиславича над шведськими військами у битві на Воронєжці.